# Торгау
Торгау (нім. Torgau), також Торгов (в.-луж. Torhow) — місто в Німеччині, в окрузі Лейпциг, на річці Ельба. Розташоване в землі Саксонія. Входить до складу району Північна Саксонія. Центр об'єднання громад Торгау.
Площа — 102,53 км2. Населення становить 19 768 ос. (станом на 31 грудня 2020).

## Історія
У IX столітті на місці теперішнього замку було селище Тургуо (Turguo) західнослов'янського племені нелетичів. Назва має давньолужицьке походження: від torg, «ринок, торг» (пор. в.-луж. torhošćo).
- 973 Перша згадка про містечко Torgove.
- 1119 Торгау, який вже мав свою фортецю, став власністю маркграфів Майсена.
- 1267 Торгау як місто вперше згадується у записах.
- 1482—1623 будівництво замку Гартенфельс
- 1514 Торгау отримав свій герб
- 1530: Мартін Лютер та його однодумці складають  «Торгауські статті»  (нім. Torgauer Artikel), що стали основою Аугсбургського сповідання
- 1552: Катаріна фон Бора, вдова Мартіна Лютера, померла в Торгау від наслідків нещасного випадку (похована в міській церкві Святої Марії).
- 1711: Петро I святкував у Торгау весілля свого спадкоємця Олексія Петровича з Шарлоттою Крістіною Брауншвайг-Вольфенбюттельською.
- 1760 поблизу Торгау відбулась остання велика битва Семирічної війни
- 25 квітня 1945 у ході Другої світової війни поблизу Торгау зустрілися армії союзників.

## Визначні місця
Близько 500 пам'яток архітектури пізньої готики та ренесансу утворюють містобудівний ансамбль міжнародного значення. Неподалік від Ельби стоїть замок Гартенфельс, найкраще збережений замок раннього ренесансу, який був резиденцією ернестинських Веттінів. Нині у замку проводяться різноманітні виставки. У 2015 році в Торгау була представлена одна з чотирьох центральних виставок, присвячених Десятиріччю Лютера..
Крім того, варті згадки:
- міська церква Святої Марії (східна частина початку XIII століття)[3]
- будинок священика (нім. Priesterhaus) (роки будівництва: 1493–1494), колись подарований німецькому теологу та діячеві Реформації Георгу Спалатіну курфюрстом Фрідріхом III Мудрим[4]
- ратуша, побудована в 1579 року, яку називають найкрасивішою в Саксонії[5]
- будинок бургомістра Рінґенгайна (нім. Ringenhain), що зберіг свій зовнішній вигляд і частину інтер'єру з часів його будівництва (1596)[6]
- крамниця іграшок Карла Лебнера (нім. Carl Loebner), що залишається в сімейному володінні з 1685 року і є найстарішим у Німеччині спеціалізованим магазином такого роду.[7].

## Галерея

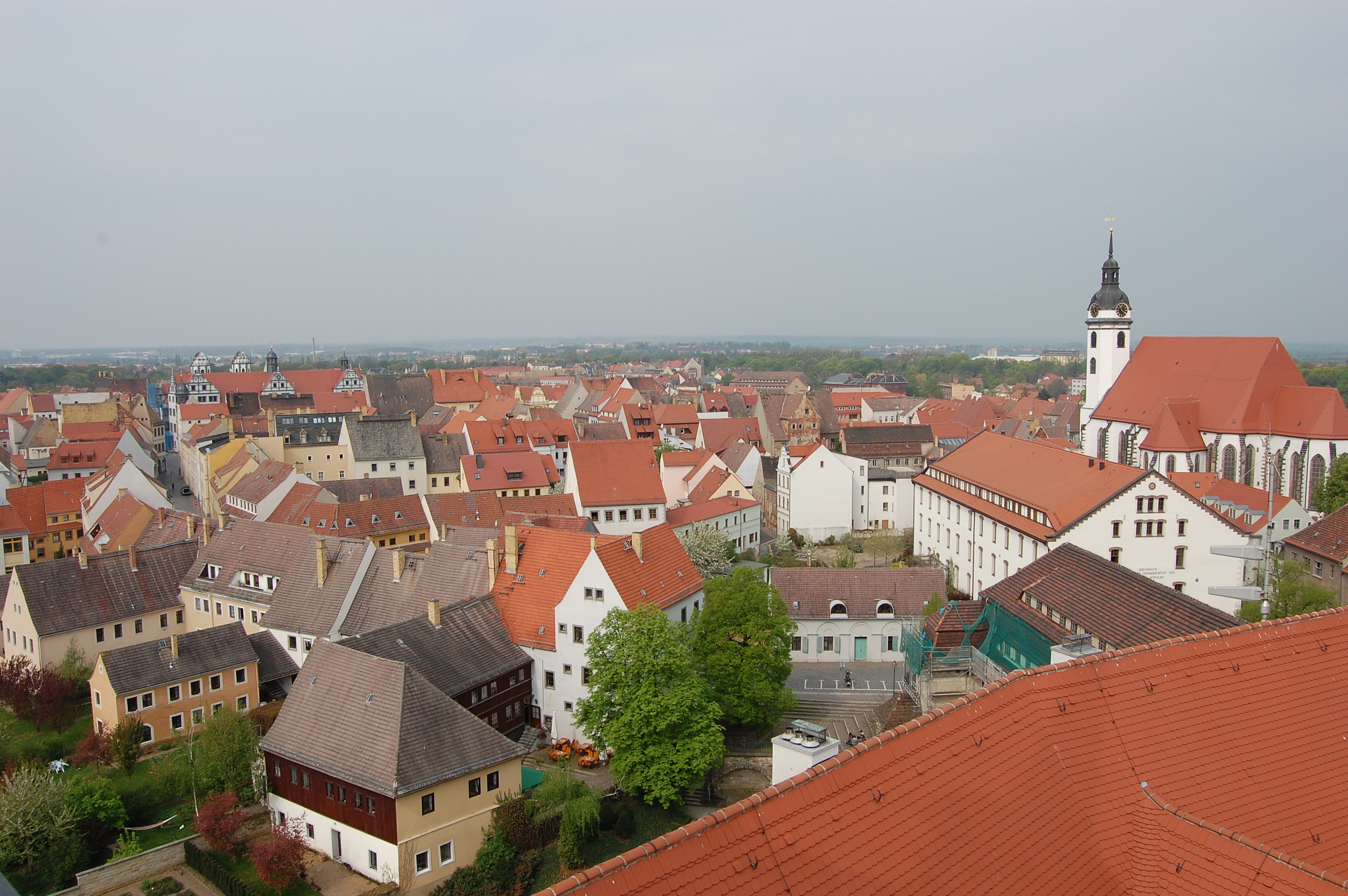
Вигляд міста з вежі замку
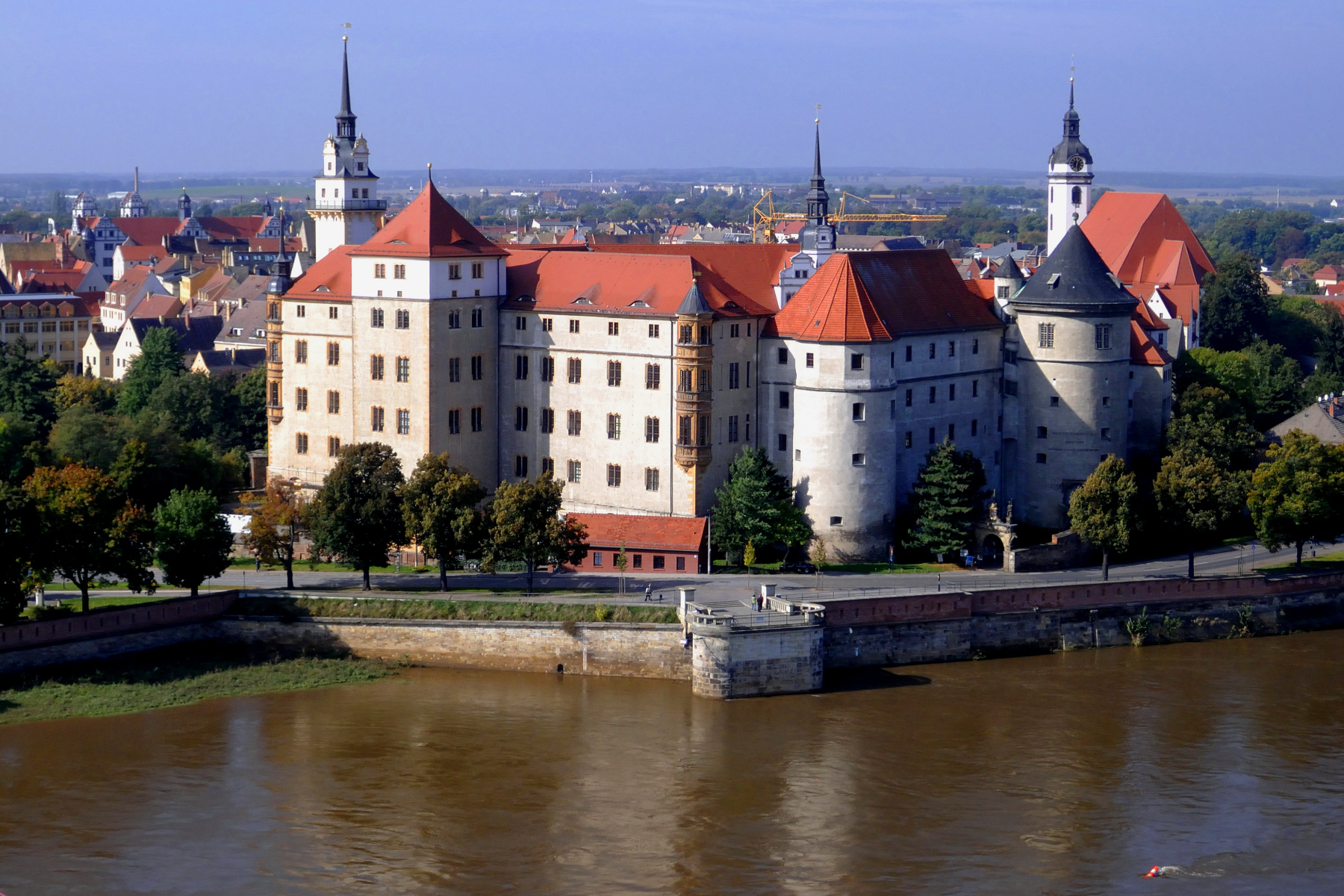
Замок Гартенфельс